# Halo-halo
Pour les articles homonymes, voir Halo.
Le halo-halo (du tagalog halò, « mélange ») est un dessert populaire des Philippines. C'est un mélange de glace pilée et de lait concentré auxquels on ajoute divers ingrédients (igname et haricots sucrés, fruits, noix de coco, ou noix de coco Kopyor, gelée, minatamis na saging…). Le tout est servi dans un grand verre ou dans un bol.